# الغواصة الألمانية فئة يو سي 1
كانت الغواصات الساحلية من النوع يو سي 1 عبارة عن فئة من يو بوت الصغيرة المصغرة من طراز يو والتي بنيت في ألمانيا خلال الجزء المبكر من الحرب العالمية الأولى. كانت أول غواصات تعمل بزراعة الألغام في العالم (على الرغم من أن الغواصة الروسية كراب بنيت قبلها). تم بناء ما مجموعه 15 غواصة. يشار إليها في بعض الأحيان باسم فئة يو سي-1 بعد أسم أم يو سي-1.